# ناحية تلول الباج
تلول الباج هي ناحية في قضاء الشرقاط في شمال محافظة صلاح الدين في جمهورية العراق، مساحة مركز تلول الباج 3.08 كيلومترات، وفيه 5 مدارس حتى سنة 2020، وعدد سكان المركز 1308 ساكنين حتى سنة 2020، ومساحة ناحية تلول الباج 637 كيلومتراً مربعاً، وعدد سكانها 20947
ساكناً حتى سنة 2018، فيها ثلاثة مقاطعات، مقاطعة رمضانية عزيز، ومقاطعة أراضي تلول الباج رقم 88، ومقاطعة جزيرة شرقاط. وفي يوم 21 حزيران سنة 1976 اُستحدثت ناحية مكحول واشتملت على القسم ب من مقاطعة تلول الباج، حتى يوم 24 نيسان سنة 1980 حين ألحق القسم ب بمركز قضاء الشرقاط الذي كان حينئذٍ من محافظة نينوى المجاورة. كانت تلول الباج مركزاً للضرائب والمكوس في عهد الحكم العثماني للعراق، وفيها محطة قطار، تُسمى محطة تلول البق، للقطار المتوجه من بغداد إلى الموصل، مسافة الطريق بين محطة تلول البق ومحطة القطار العالمية في بغداد هي 278 كيلومتراً، ومسافة الطريق بين قرية تلول الباج ومركز الشرقاط 18 كيلومتراً، تلول الباج وخصوصاً رجم شهوان هو تل أثري، أُعلنَ عن أثريّته يوم 4 نيسان سنة 1944، في جريدة الوقائع العراقية ورقم إضبارته 57. ذُكر في رواية القلعة الحصينة، المنشورة سنة 2001، المنسوبة إلى الرئيس صدام حسين قوله "استمر الرتل بالتقدم...بعد مسافة بدت على يسار الطريق مدينة متواضعة اسمها تلول البق، ويلفظ البدوُ الحرفَ (قاف) مدغماً بالحرف ( جيم ) فيقولون ( الباج ) وهي منطقة تنحدر أرضها من الغرب إلى الشرق حيث نهر دجلة على مسافة ۲۰ کيلومتراً منه، وتنحصر بشكل عام مرتفعات قليلة فيها ترتفع عن مستوى سطح الأرض المجاورة، يتخللها واد فتحته سيول الأمطار في الأرض، وفي أسفل الوادي قرب الشارع العام يكون أكثر عمقا، وغالبا ما يكون مجمعاً المياه الأمطار. ذكرَ ثامر عبد الحسن العامري وعبد عون الروضان أن تلول الباج من منازل عشيرة الأسلم الشمّرية.

## الطرق في تلول الباج
| اسم الطريق                             | طوله | عرضه | رقم المقاطعة المار بها |
| تلول الباج ـ جميلة                     | 13   | 6    | 20                     |
| شارع بغداد ـ تلول الباج                | 1    | 6    | 88                     |
| (تلول الباج ـ الخصم) المخيم ـ الخانوكة | 15   | 6    | 89 و21                 |